# أمين أباد (بيران)
أمين أباد هي قرية في مقاطعة بيرانشهر، إيران. عدد سكان هذه القرية هو 165 في سنة 2006.